# Нижнетагильский металлургический завод
Виды с высоты
Нижнетаги́льский металлурги́ческий заво́д — чугуноплавильный и железоделательный завод, основанный Акинфием Демидовым, действовавший в 1725—1987 годах на территории города Нижний Тагил Свердловской области.

## Географическое положение
Завод располагался на реке Тагил, правого притока Туры, в Кунгурском уезде Пермской губернии Гороблагодатского округа, в 58 верстах к западу от Кушвинского завода, на государственной и арендованных у жителей манси землях по указу Петра I от 8 марта 1702 года. Лесная дача Нижне-Тагильского заводского округа составляла 560 065 десятин. Поставку железной руды заводу осуществлял Высокогорский рудник, а медной — Меднорудянский рудник.

## История

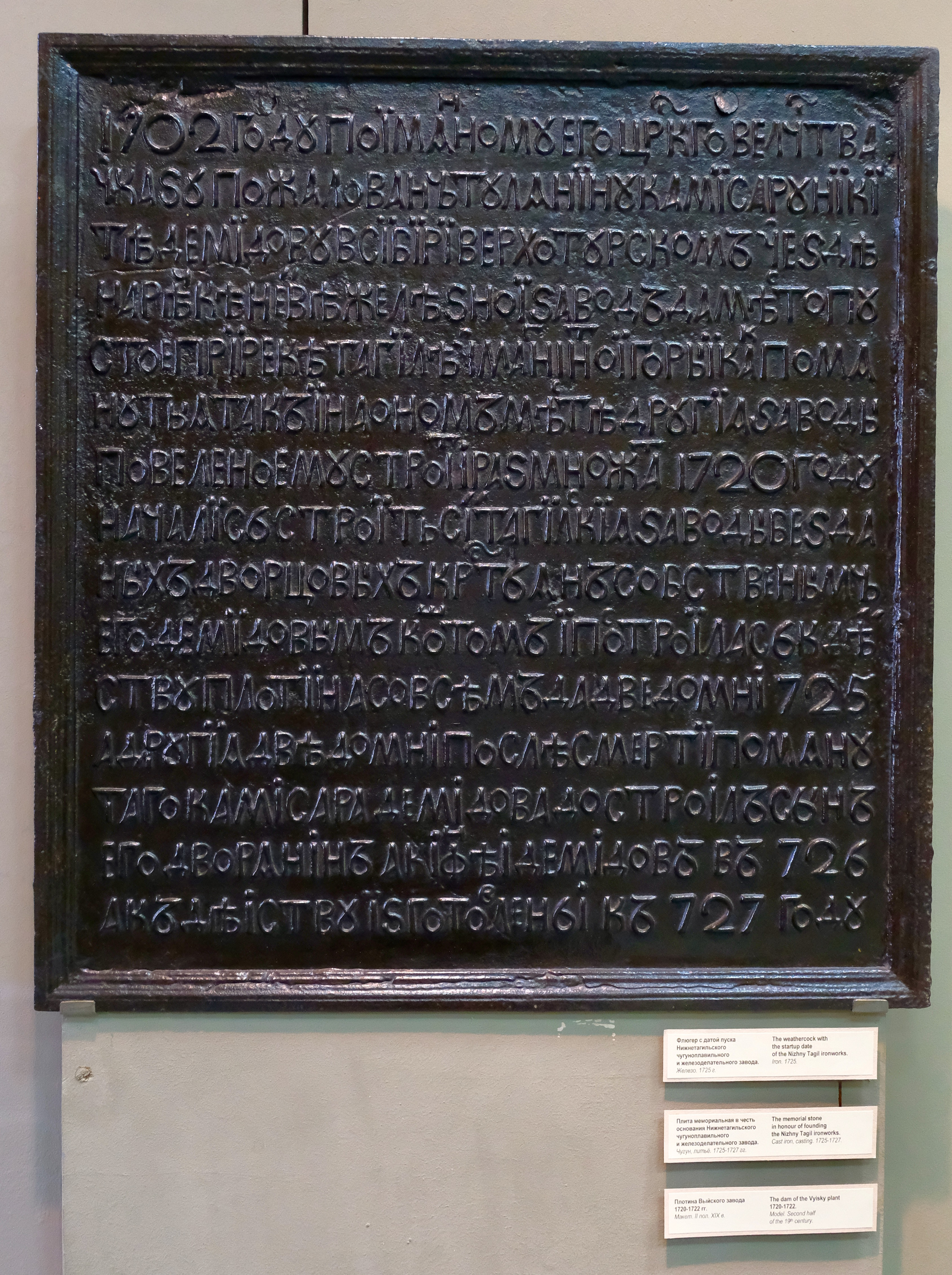
Памятная плита, посвящённая запуску завода, в Нижнетагильском историко-краеведческом музее

### Нижнетагильский железоделательный завод
Строительство завода было согласовано Указом Берг-коллегии от 10 декабря 1725 года, а первая выплавка чугуна состоялась уже 25 декабря 1725 года, в 1726 года — первое железо, в 1730 года — первая медь.
Затем впервые в России был освоен метод плавки магнитных руд. А к 1760 году на заводе было доменное и кричное производство, укладная, проволочная, якорная, меднокотельная и меховая фабрики, лесопильная и мучная мельницы, кирпичные и дегтярные сараи, производство гвоздей и кос. Построенная плотина образовала один из самых обширных среди уральских заводов пруд, обеспечивавший беспрерывную работу предприятия. Напор воды позволил к 1780-м годам настроить работу системы из 57 водяных колёс на заводе.
К 1800 году было освоено плющильное и досчатое производство, изготовление уклада, томлёной стали, жести, медной посуды, водяных и тележных колёс. В 1805—1809 годах, для усовершенствования технологий производства, на завод был приглашён Демидовыми французский металлург, якобинец Ферри.
В 1807—1836 годах мастерами М. Д. Даниловым, А. и Ф. А. Шептаевых были заменены клинчатые меха на цилиндрические, началось прокатное производство. В 1820—1850-х годах было освоено листопрокатное производство и пудлинговый способ изготовления железа, начало использования паровых двигателей, утилизация тепла и газов, появился внутризаводский железнодорожный транспорт. В 1840-х — 1850-х годах деревянные заводские корпуса были перестроены в каменные по проектам крепостного архитектора К. А. Луценко.
К 1847 году на заводе сформировано механическое производство, запущена очистка и отделка меди.
В 1875—1876 годах были запущены 5-тонные мартеновские печи, внедрено производство ферромарганца и огнеупорного кирпича. Затем начинает запускаться цех рельсовых скреплений и новая механическая фабрика. С 1892 года запущен механический завод. В 1894—1895 годах были переведены на горячее дутьё домны, в 1896—1900 годах был модернизирован доменный корпус.
В 1910—1912 годах завод полностью перешёл на производство чугуна, мартеновских слитков и листового железа, в связи с чем был перестроен прокатный цех, сооружена новая домна с подъёмником, запущена 25-тонная мартеновская печь и фабрика огнеупоров, сооружено новое паровозное депо.
В 1900—1901 годах был запущен медно-котельный цех.
В 1913 году запущена новая заводская электростанция с 4 паровыми котлами и турбогенераторами переменного тока на 750 кВт, обслуживавшая весь Нижний Тагил, в цехах появилось электрическое освещение.

## Нижнетагильский металлургический завод имени В. В. Куйбышева
В период гражданской войны завод был остановлен.
В 1920-х годах завод получил новое название — Нижнетагильский металлургический завод, а в 1923 году был вновь запущен мартеновский и листопрокатный цех № 3. В 1924 году был запущен доменный цех и сутуночное отделение прокатного цеха. В 1924—1926 годах был осуществлён перевод доменных печей с кокса на антрацит кузнецких Прокопьевских копий. В 1928—1930 годах был реконструирован доменных цех: заменены 4 древесно-угольные домны на 2 с объёмом по 270 кубов метров каждая, работавшие на коксе, с металлическим кожухом, двухконусным засыпным аппаратом и вертикальным подъёмниками. Был реконструирован шихтовый участок; запущены 3 паровые воздуходувки «Броун-Бовери» с 500 м³ в час каждая.
В 1928—1933 годах сооружены новые корпуса листопрокатного, листобойного и листообрезного отделений прокатного цеxа, запущены прокатные станы с электродвигателями.
Опытные плавки ванадиевых титаномагнетитов в 1933 годах на заводе привели к организации производства ванадиевого чугуна в 1934 году на Чусовском металлургическом заводе.
Весной 1934 года освоена выплавка ферросилиция, с производительностью 91 — 96 тонн в сутки. В 1932 году построен разливочный корпус с разливочной машиной, которая была одной из первых на Урале.

### Железная дорога
1(14) октября 1878 года Уральская горнозаводская железная дорога связала Екатеринбург — Нижний Тагил — Камасино — Пермь (669 вёрст). В 1895 году также была запущена Висимо-Уткинская узкоколейная железная дорога, которая связала Нижнетагильский завод — Антоновский завод — Черноисточинск — Висимо-Шайтанский завод — Висимо-Уткинский завод (64 километра). На заводе появилось железнодорожное депо, впоследствии ставшее железнодорожным цехом.
В 1928—1933 годах завод был переведён с узкой колеи на широкую, появился заводской автотранспортный парк. В 1970-е годы железнодорожный транспорт был электрифицирован.

### Завод в годы Великой Отечественной войны
В 1941—1945 годах была освоена плавка в домнах феррохрома и ферромарганца вместо электропечей (чувствовалась нехватка электроэнергии). Освоение шло с помощью Института металлов под руководством В. В. Михайлова. В 1944—1945 годах в прокатных цехах производился прокат дюралюминия. В 1941—1945 годах также был введён в действие цех холодного проката, запущено паровозоремонтное депо.

### Послевоенные годы
В 1950-е годы были усовершенствованы заводские лаборатории. В 1951 году была реконструирована домна № 1, сооружена скиповая яма, бадейный подъёмник заменён скиповым, запущено новое машинное здание с установкой в нём конусной, скиповой и зондовой лебёдок. В 1963 году была освоена выплавка ванадиевого чугуна на самом заводе.
С 1957 года завод вошёл в состав Нижнетагильского металлургического комбината имени В. И. Ленина. С 1957 года объёмы производства начали уменьшаться. Дальнейшее развитие завода было невозможно из-за местонахождения в центре городского жилого массива. В 1958 году была остановлена одна мартеновская печь, в январе-марте 1961 года был остановлен прокатный цеx, который ещё в 1960 году выпускал сутунки — 120 тысяч тонн и кровельного листа 62,4 тысяч тонн. 6 ноября 1980 года по экономическим соображениям и в связи с развитием НТМК был закрыт весь мартеновский цех. 6 ноября 1982 года был закрыт цех холодного проката, который ещё в 1978 году выпускал нержавеющей стали (ленты) — 1,7 тысяч тонн, углеродистой стали (ленты) — 1,3 тысяч тонн. 6 октября 1987 года был остановлен доменный цех. Продолжали работать лишь вспомогательные цехи (ремонтный, товаров народного потребления и другие). В октябре 1987 года завод был торжественно закрыт.
Производство полностью перешло на Нижнетагильский металлургический комбинат.

## Завод-музей истории горнозаводской техники
Первая выставка крупногабаритной заводской техники XIX—XX века была проведена в 1985 году, а 21 января 1987 года завод был превращён в Музей-заповедник горнозаводского дела Среднего Урала.

## Оборудование завода
В 1733 году на заводе числилась доменная фабрика с 4 домнами, и молотовая фабрика с 3 кричными и 1 колотушечным молотом и 2 нагревательными печами, кузница и медная фабрика с 2 медеплавильными печами и 2 гармахерскими горнами. А в 1859 году было 26 водяных колёс, 3 турбины, 7 паровых машин, 4 действующие домны, 1 вагранка, 19 кричных горнов, 5 пудлинговых и 4 сварочные печи, 3 прокатных стана. В 1896 году построена здание прокатного производства, а в 1924 году в нём был запущен стан «600», производящий «узкую болванку» (сутунку), которая ранее поставлялась с Лайского завода.
В 1935 году были установлены электрокраны и завалочная машина конструкции Брозиуса-Пруденко. В 1935 году также вместо восточной стены цеxа была установлена подстропильная ферма, рядом возведена железнодорожная эстакада, предназначенная для подачи шихты. В 1953 году мартеновские печи были увеличена до 75 тонн, а с 1957 года печи стали действовать на мазуте. В мартеновском цехе выплавлялись в 1920—1930-е годы сталь для кровельного листа, динамная сталь с повышенным содержанием кремния, декапированная сталь, применявшаяся для глубокой вытяжки изделий, в 1941—1945 годах — броневая сталь, после автоматная. В 1975 году запущена заправочная машина, а в 1979 году завалочная машина Пруденко заменена на напольную с грузоподъёмностью до 10 тонн.

## Персонал завода
Численность сотрудников завода в 1737 году составляла 657 рабочих и служащих (вместе с Высокогорским рудником), мастера перешли с Невьянского завода, а «пришлые люди» и приписные крестьяне из Верхотурского и Ирбитского уезда. К 1795 году — 2586 человек. В 1860 году численность доросла до 8497 мастеровых и непременных рабочих. В 1895 году — 2248 рабочих (943 цеховых, 790 человек в механическом заводе).

## Награды
Завод был неоднократно отмечен наградами:
- 1851 — три бронзовых медалей Всемирной выставки в Лондоне за «четырёхгранное железо», свёрнутое спиралью в холодном состоянии.
- 1867 — золотая награда Всемирной выставки в Париже.
- 1878 — гран-при Всемирной выставки в Париже за узлы из мартеновской и бессемеровской стали, завязанные в холодном состоянии, кубовое железо в виде бутылки и железный самовар.
- 1882 — государственный герб «за поддержание с древнего времени высоких качеств изделий заводов» на Всероссийской художественно-промышленной выставке в Москве за необычные скрученные рельсы, мартеновские узлы, железные самовары, вазы и графины.
- 1887 — участие в Сибирско-Уральском научно-промышленной выставке с барьером павильона Тагильских и Луньевских заводов из прутьев круглого болтового железа с завязанным посередине узлом.
- 1896 — участие в Всероссийской выставке в Нижнем Новгороде с железными самоварами из круглых дисков толщиной около 1/8 дюймов. Изделия делали в холодном состоянии без сварки и «склеивания», постепенным загибом от центра диска к его окружности.
- 1933 — первое место во Всесоюзном социалистическом соревновании заводов чёрной металлургии, домна № 2 признана лучшей в стране[1].
- 1935 — заводу присвоено имя В. В. Куйбышева[1].

## Продукция
В 1894 году на заводе было добыто платины 79 пудов.
- 1747 — 38
- 1795 — 70
- 1859—167,5 — пудлингового, 97,8 — листового, 29,1 — котельного, 17,8 — лопастного железа
- 1901—1911 — 1840
- 1913—2992

- 1725 -
- 1747—1780 — 145 в год
- 1790-е — 450—477 в год
- 1859—1030
- 1901—1911 — 2752 в год
- 1913 — 5504
- 1930 — 50,8 тысяч тонн
- 1985—266,7 тысяч тонн

- 1923 — 7,79
- 1925 — 9,633
- 1927 — 20
- 1930 — 36,31
- 1935 — 38,057
- 1938 — 45,437
- 1940 — 41,575
- 1941 — 43,05
- 1942 — 39,02
- 1943 — 41,19
- 1944 — 49,39
- 1945 — 52,03
- 1949 — 70
- 1950 — 88,73
- 1960 — 79,448
- 1965 — 79,248
- 1970 — 78,681
- 1975 — 76,61
- 1977 — 75,231
- 1978 — 75,4
- 1979 — 66,327
- 1980 — 54,728

## Галерея

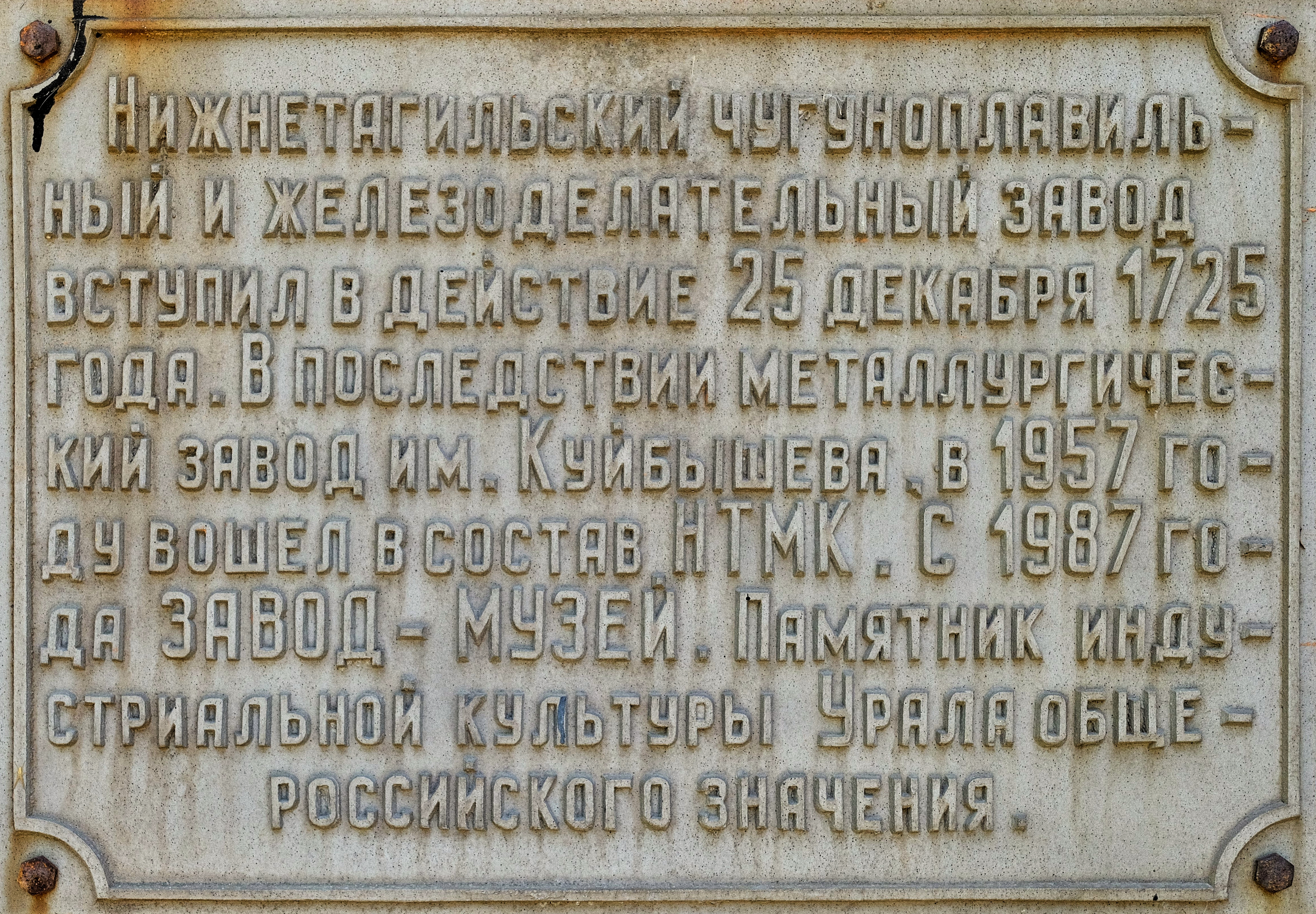
Памятная табличка на входе в завод-музей
Доменный цех
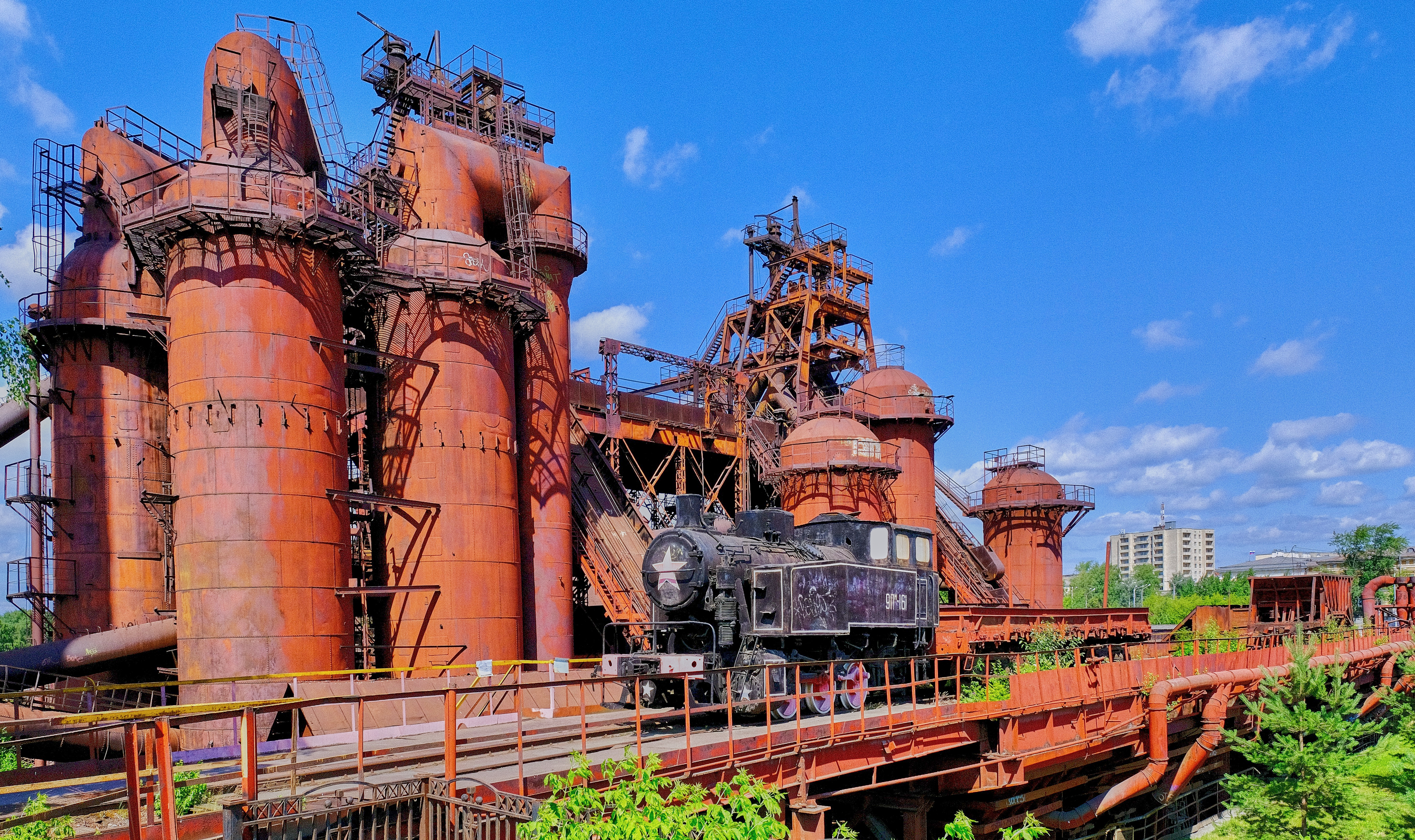
Доменный цех
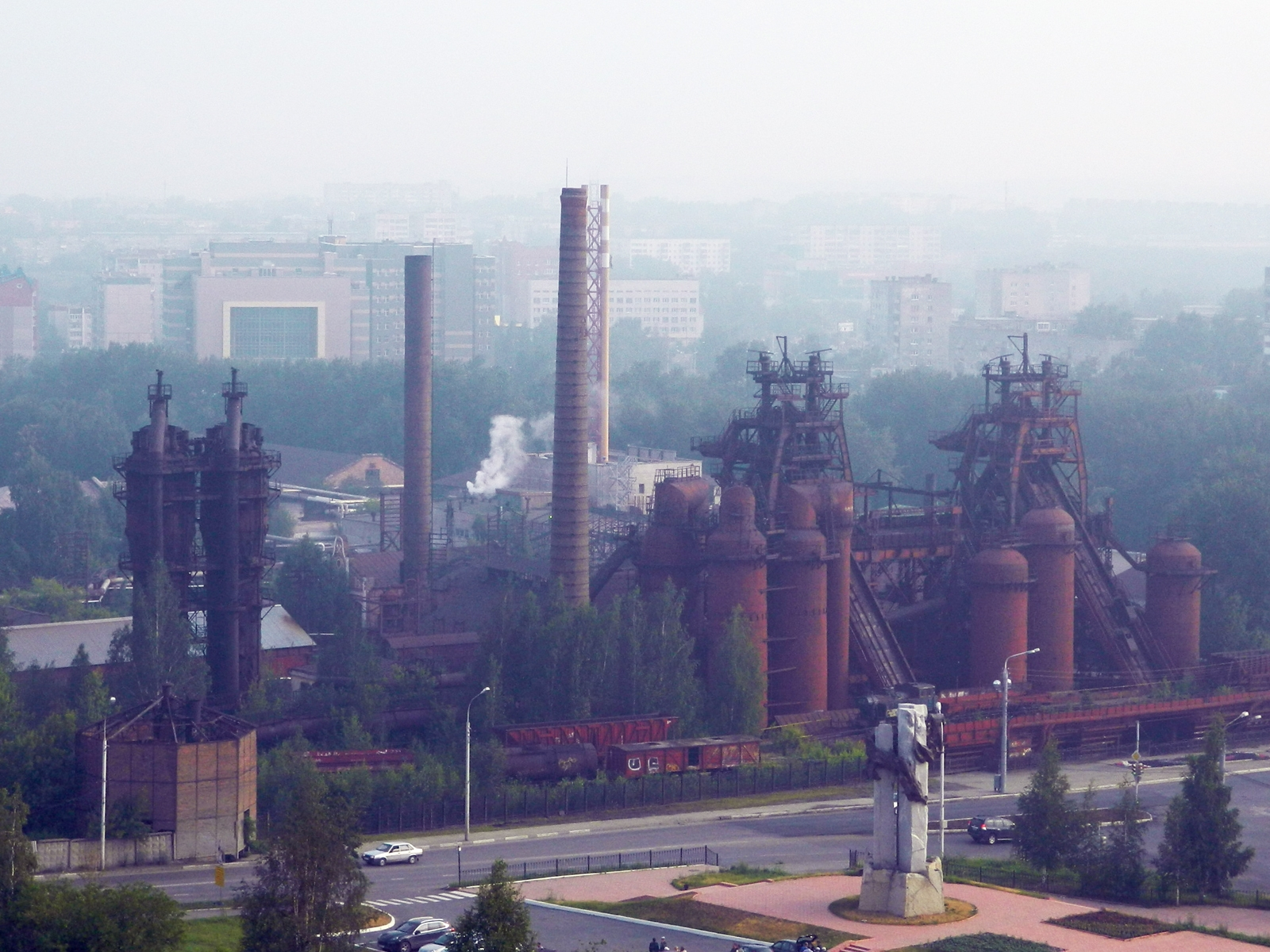
Вид на завод-музей с Лисьей горы
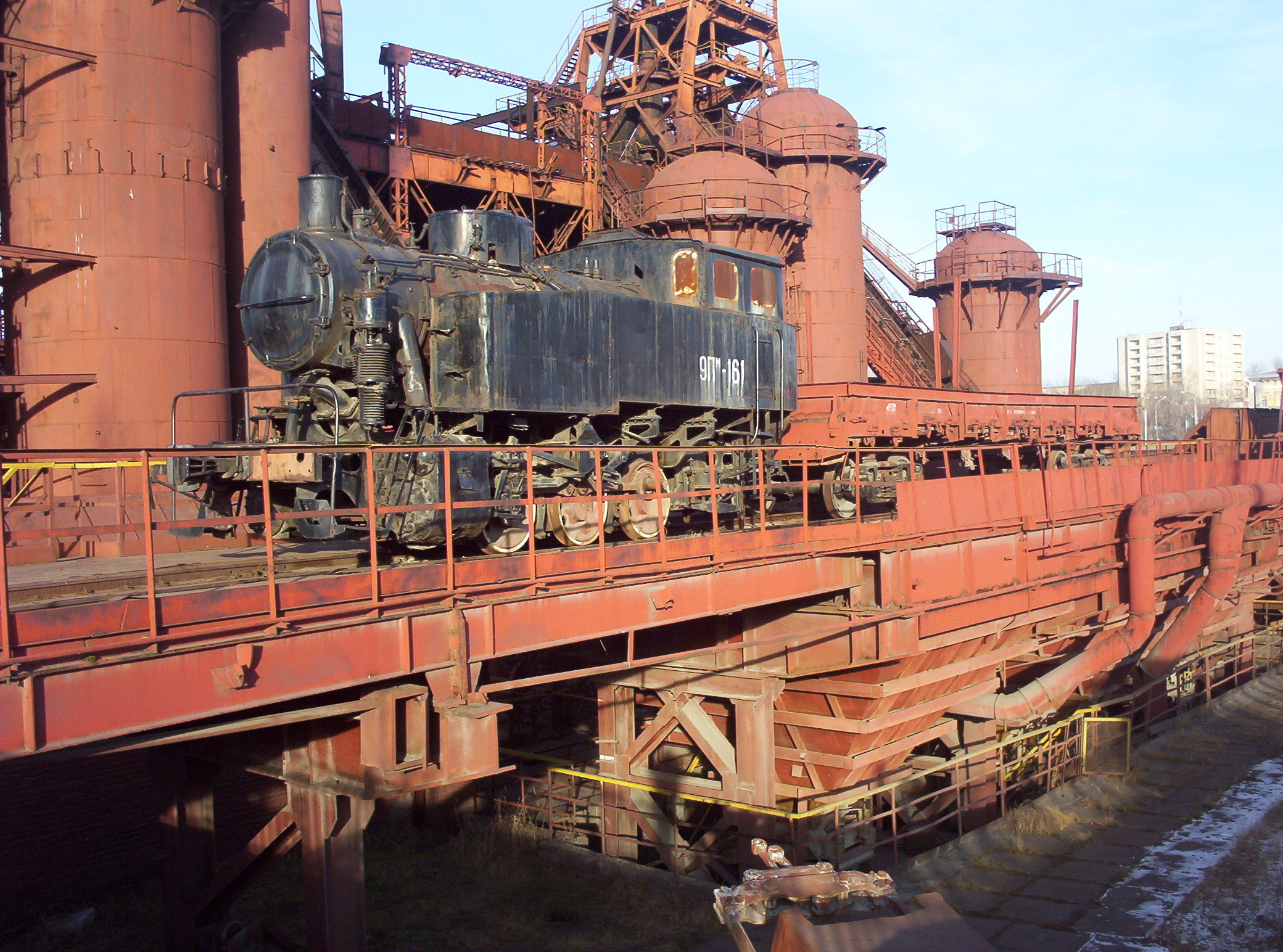
Паровоз 9Пм на территории завода
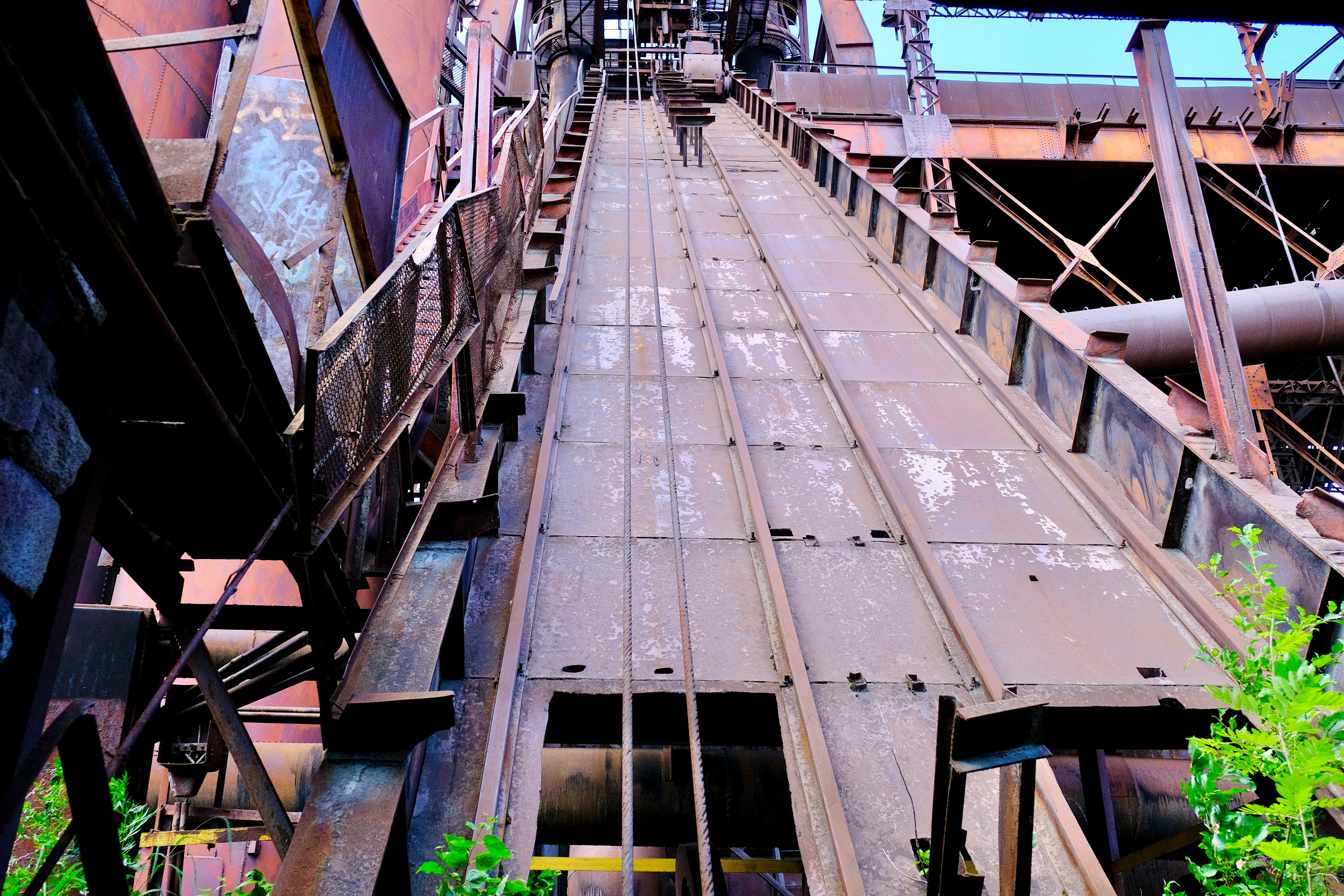
Скиповый подъёмник доменной печи
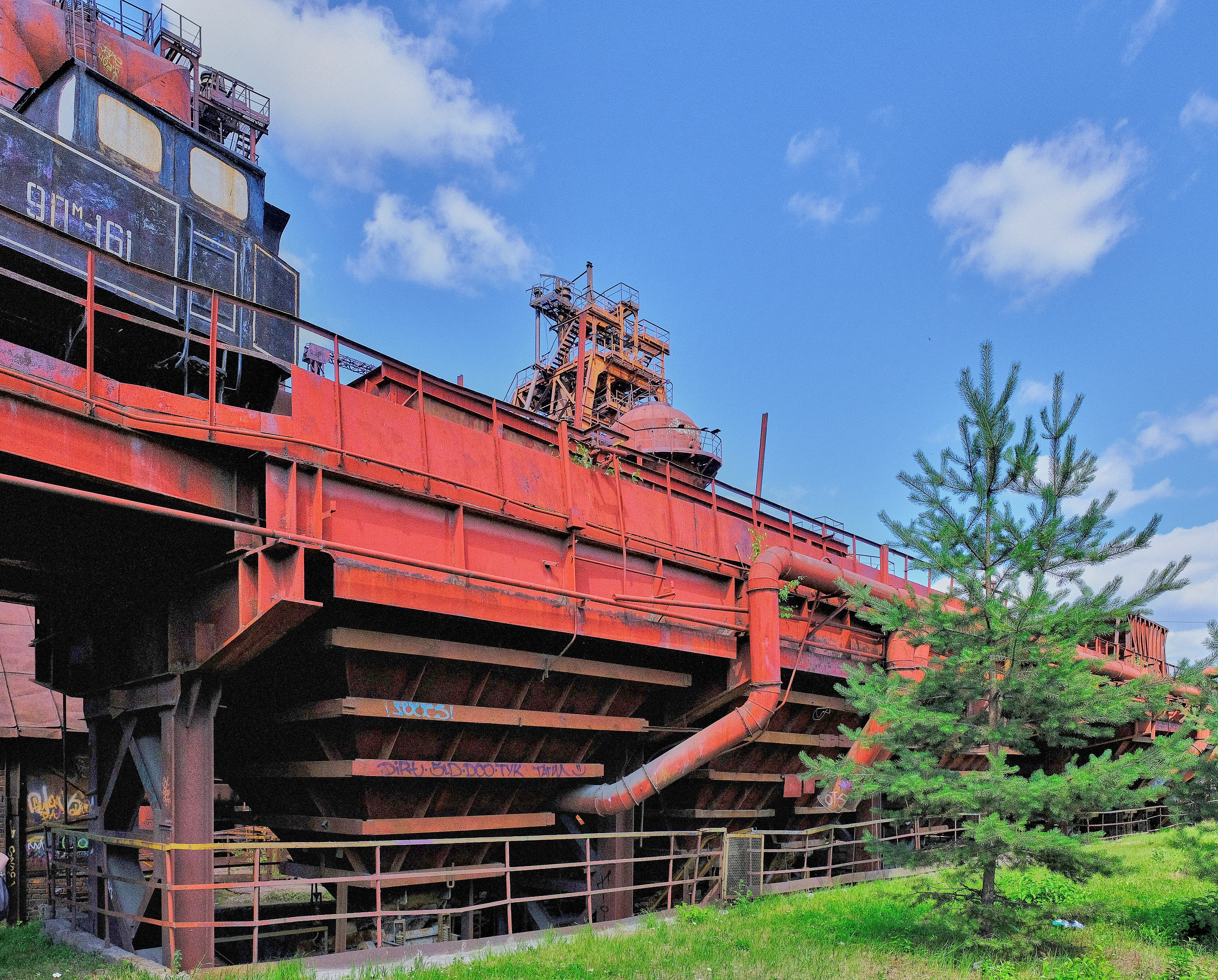
Бункерная эстакада доменного цеха
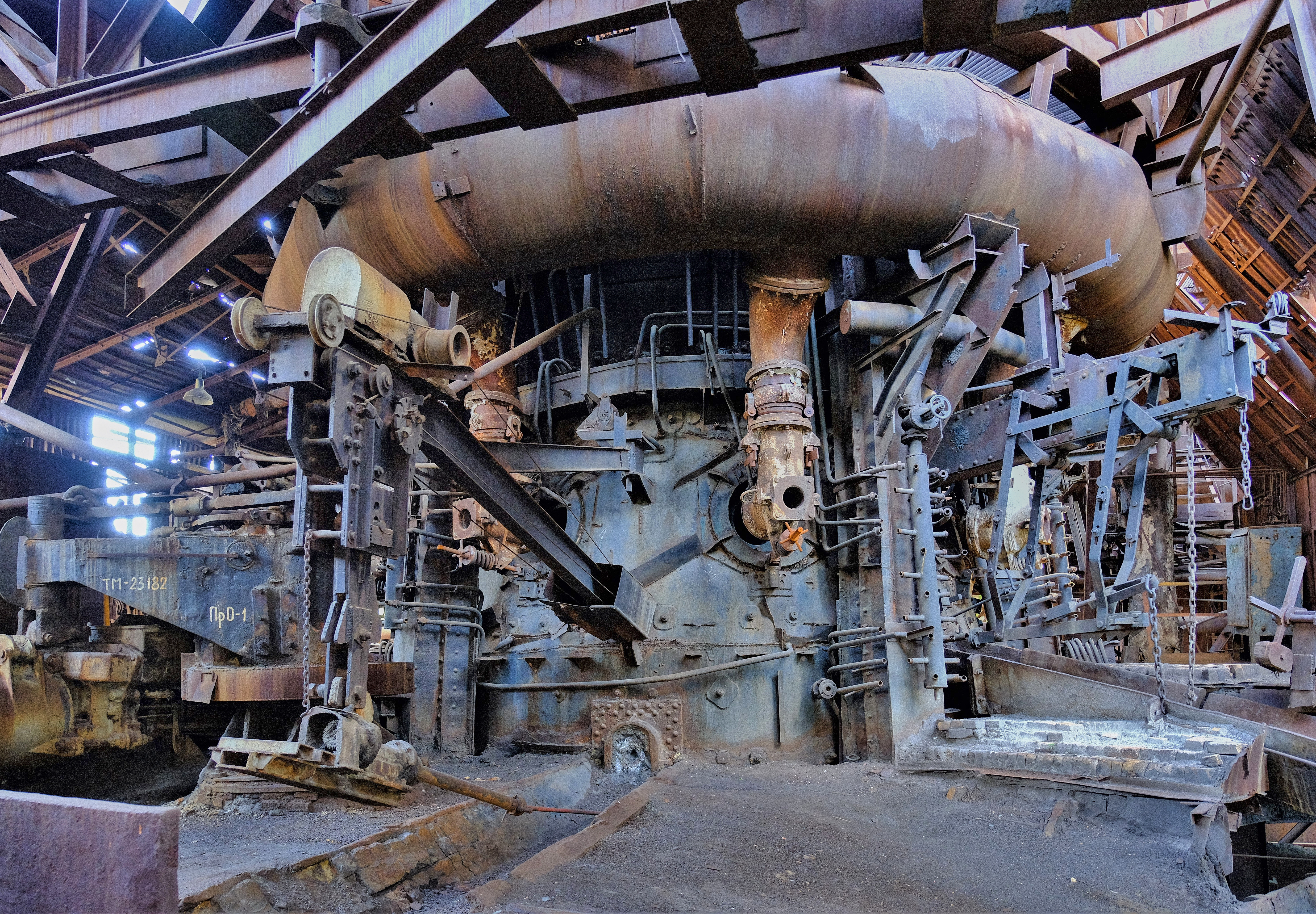
Литейный двор доменной печи
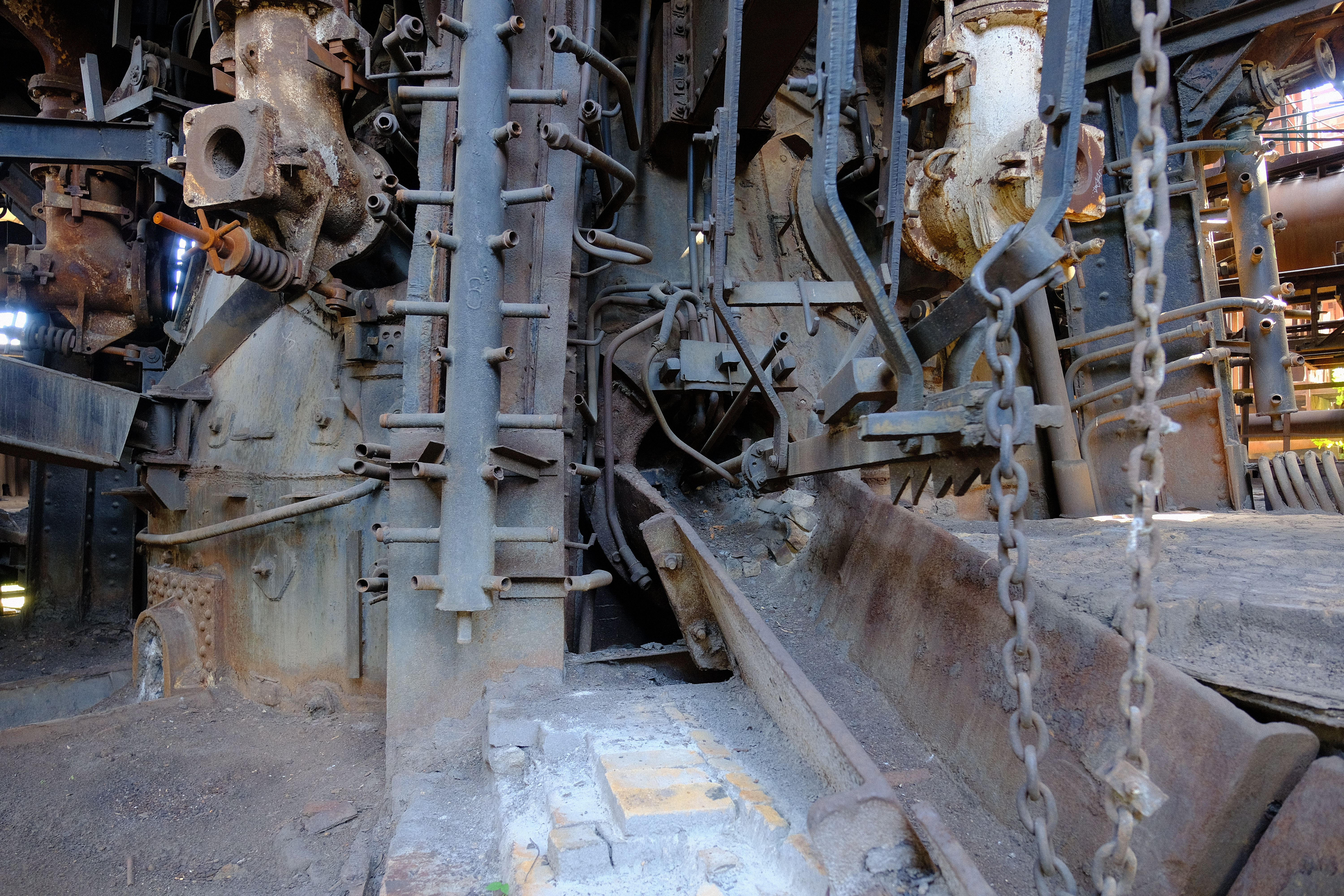
Шлаковая лётка и бур
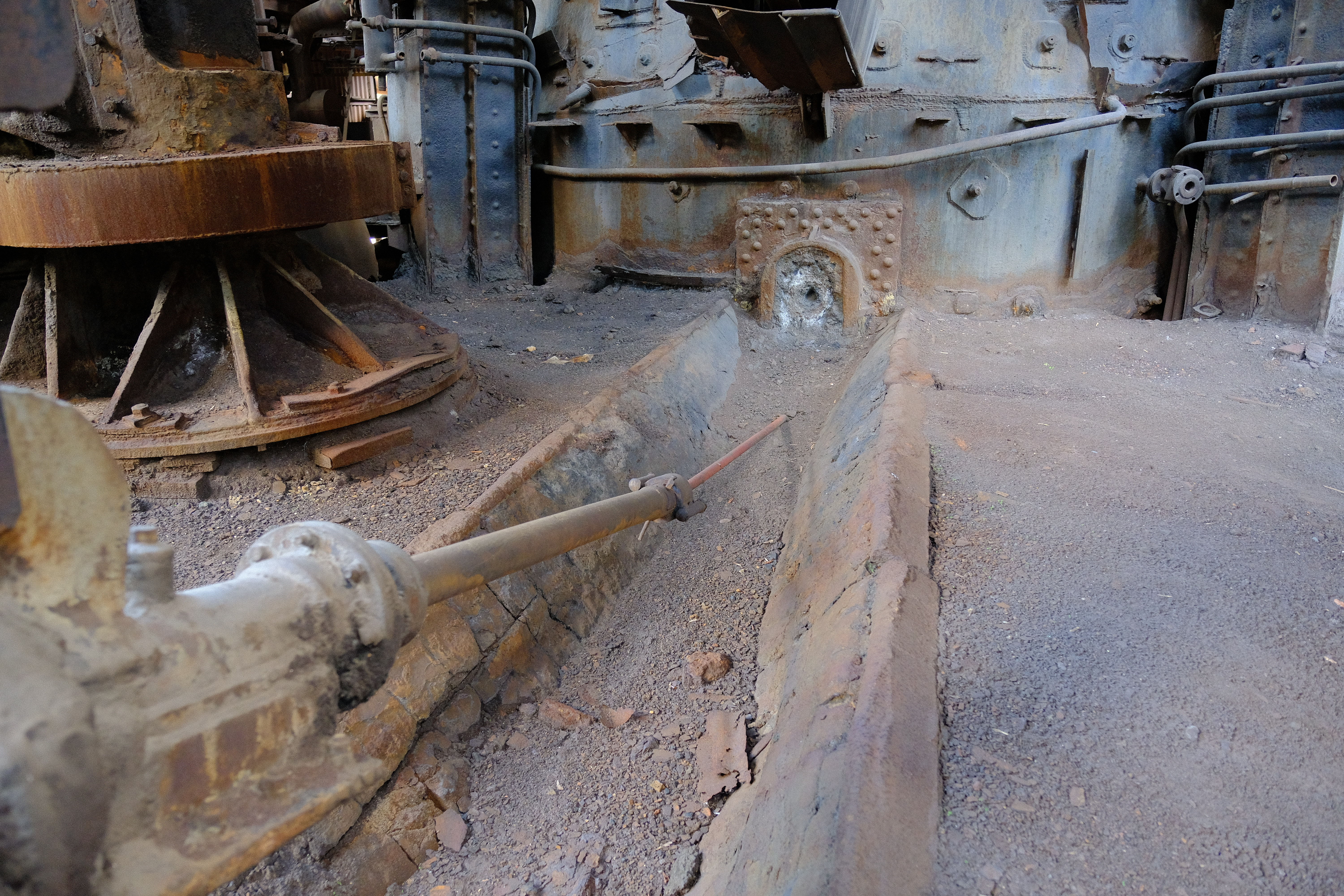
Чугунная лётка и бур
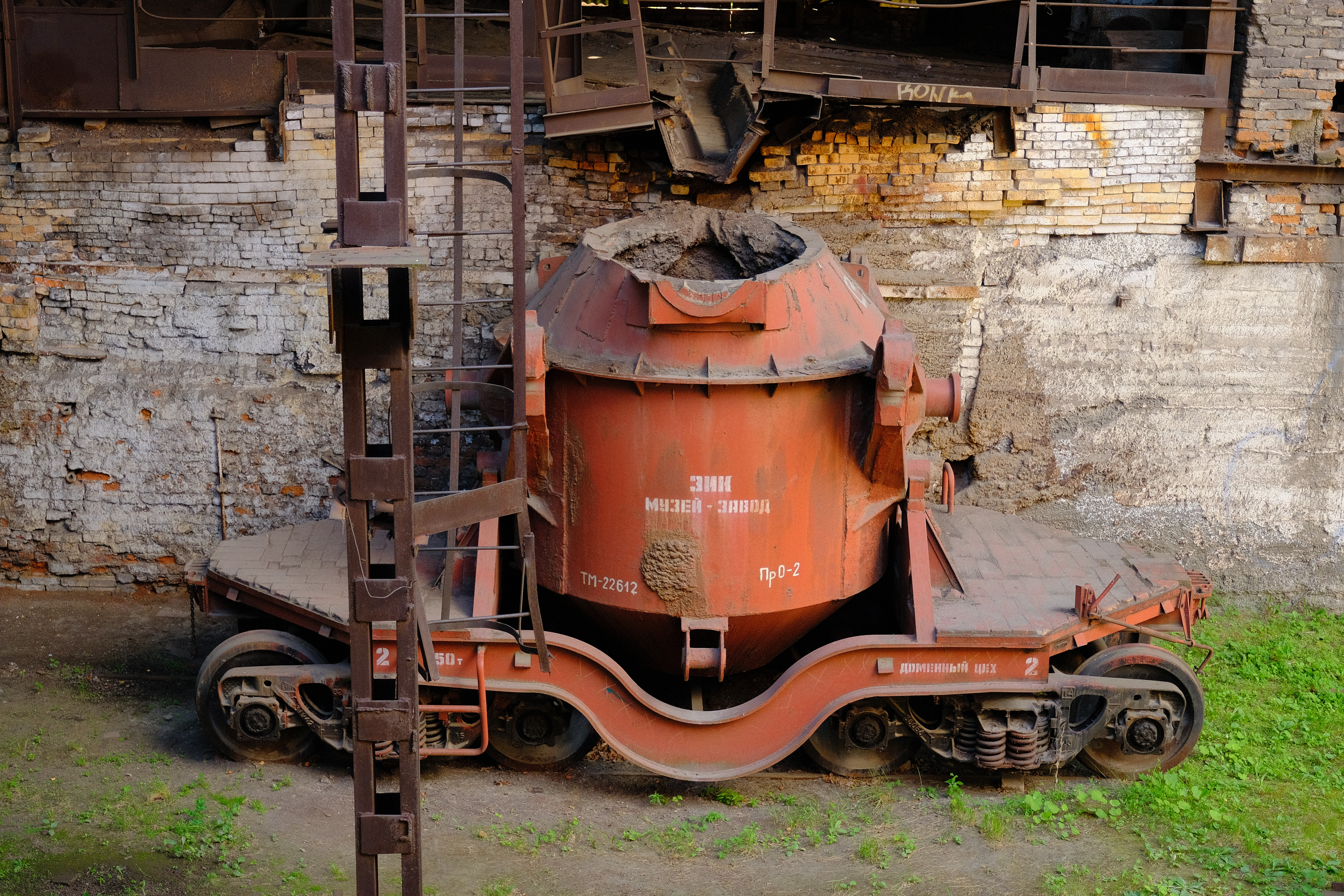
Шлаковоз
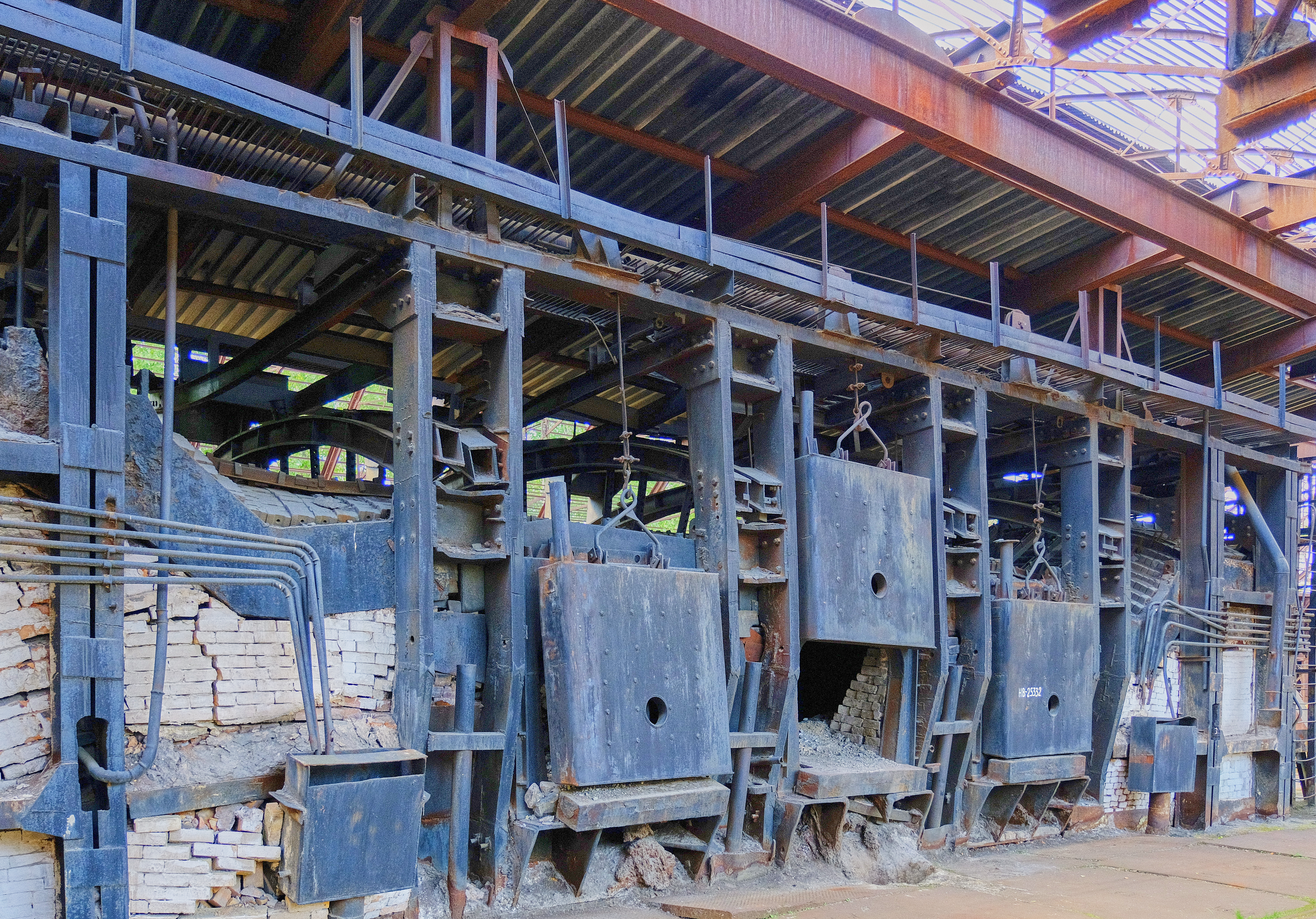
Мартеновская печь
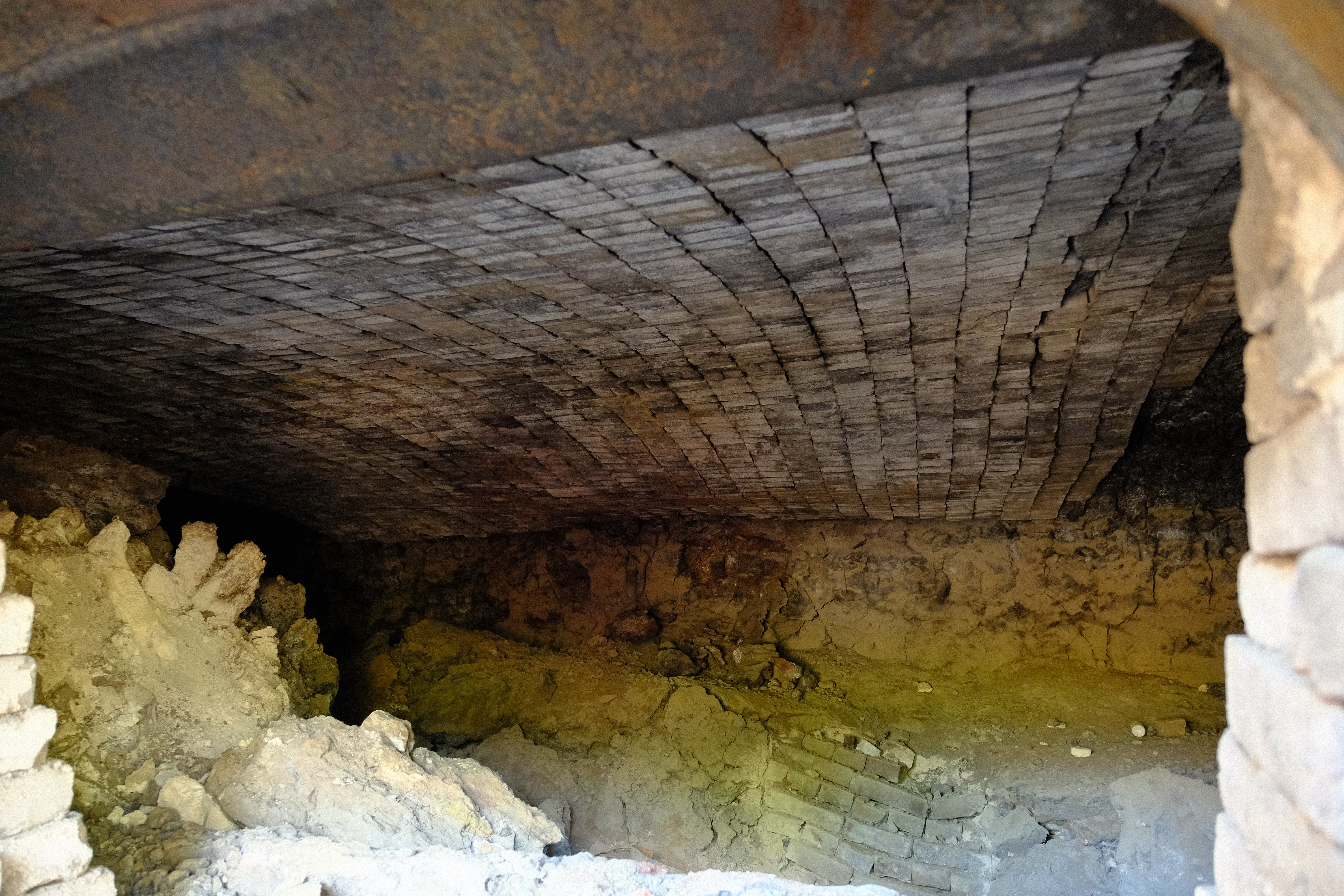
Огнеупорная кладка мартеновской печи
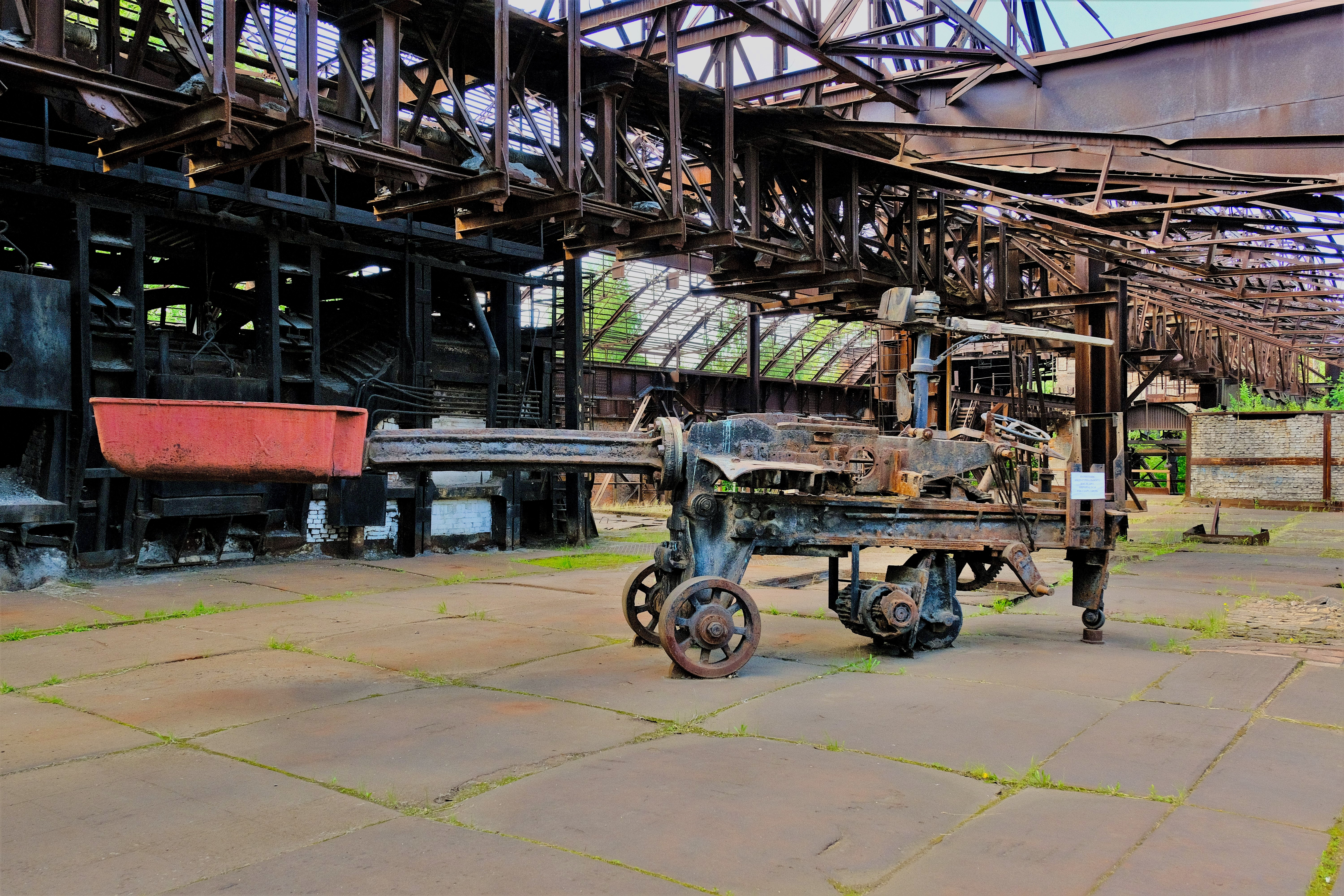
Загрузочное устройство мартеновской печи
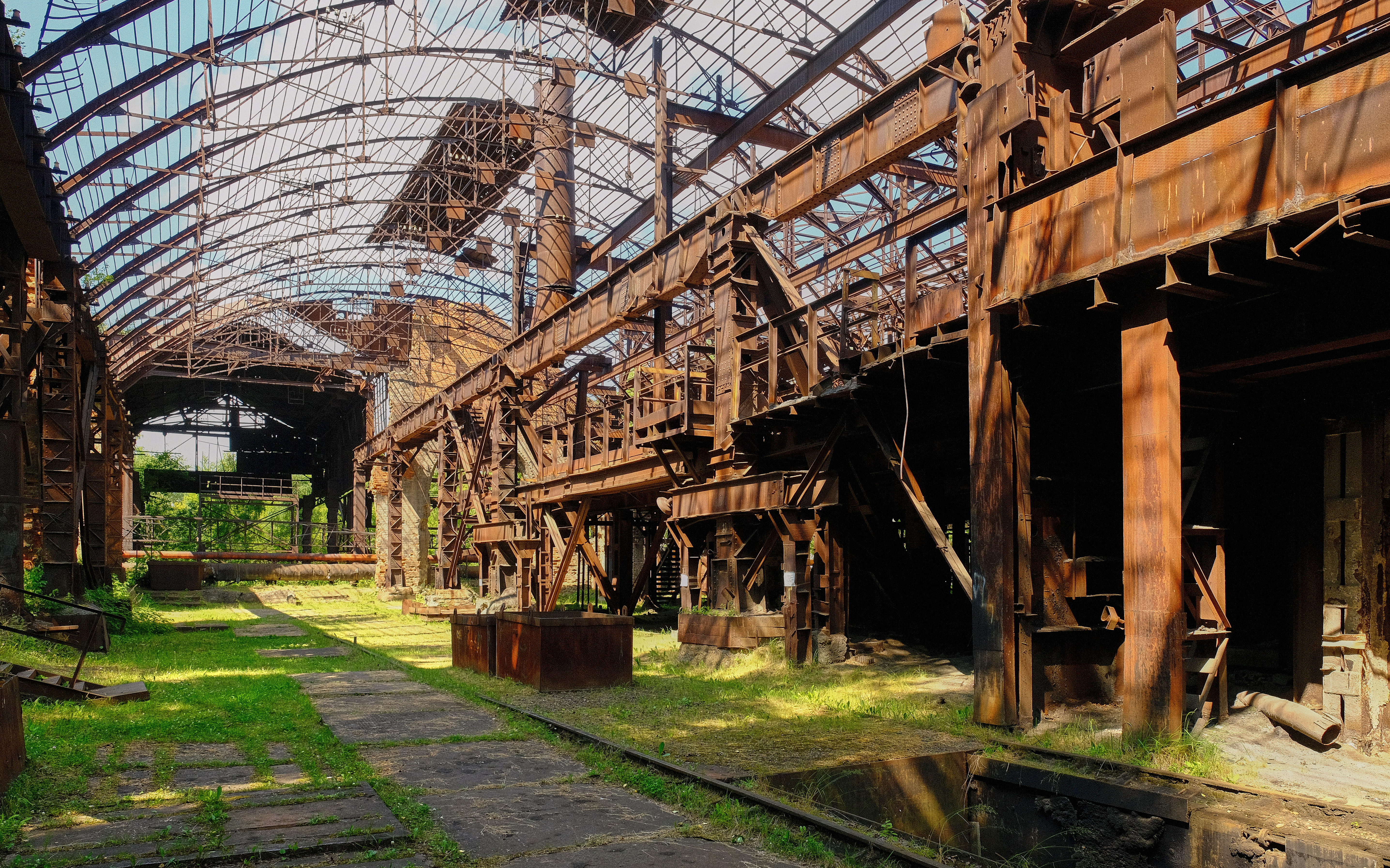
Разливочная площадка мартеновского цеха
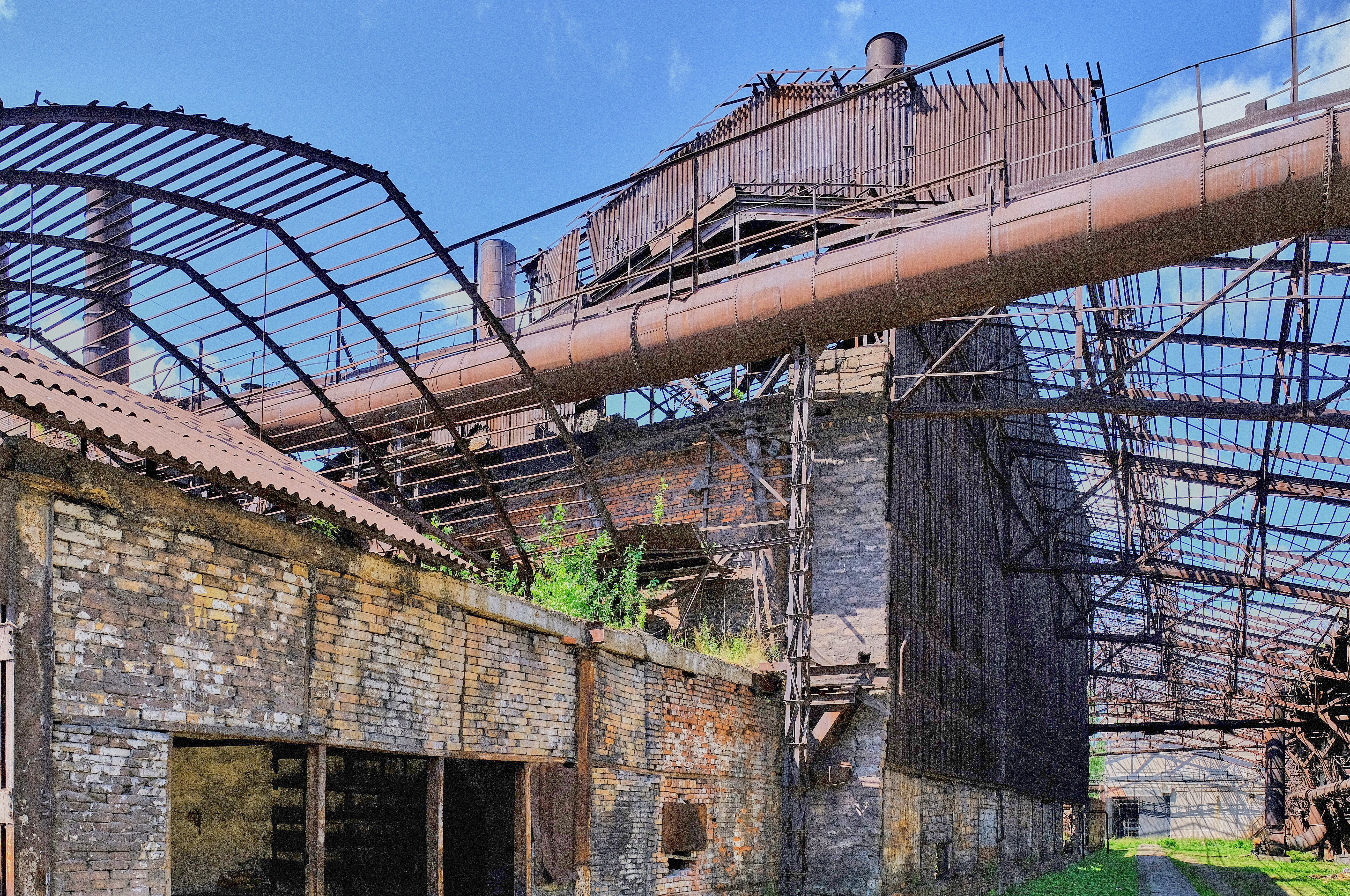
Конструкции прокатного цеха